# Rocco Vicol
Rocco Vicol (* 2. Jänner 2004 in Linz) ist ein österreichischer Fußballspieler.

## Karriere

### Verein
Vicol begann seine Karriere beim LASK. Zur Saison 2018/19 kam er in die AKA Linz, in der er fortan sämtliche Altersstufen durchlief. Im April 2022 debütierte er bei seinem Kaderdebüt für den FC Juniors OÖ in der 2. Liga, als er am 22. Spieltag der Saison 2021/22 gegen den SV Horn in der 67. Minute für Dominik Weixelbraun eingewechselt wurde.

### Nationalmannschaft
Vicol spielte im Oktober 2018 erstmals für eine österreichische Jugendnationalauswahl. Im Oktober 2020 absolvierte er gegen Slowenien sein einziges Spiel im U-17-Team. Im September 2021 debütierte er gegen Tschechien für die U-18-Mannschaft.